# Simona La Mantia
Simona La Mantia (Palermo, Italia, 14 de abril de 1983) es una atleta italiana, especialista en la prueba de triple salto en la que llegó a ser subcampeona europea en 2010.

## Carrera deportiva
En el Campeonato Europeo de Atletismo de 2010 ganó la medalla de plata en el triple salto, con un salto de 14.56 metros, siendo superada por la ucraniana Olha Saladukha (oro con 14.81 m) y por delante de la belga Svetlana Bolshakova que con 14.55 metros batió el récord nacional de su país.